# Ричардсон, Дерек
Дерек Ричардсон (англ. Derek Richardson; род. 18 января 1976 года, Куинсбери, Нью-Йорк) — американский актёр.

## Биография
Дерек Ричардсон-младший родился в Куинсбери, Нью-Йорк, старший из пяти детей доктора медицины Дерека Ричардсона и его жены, Эллен. Он пошёл в школу Холдернесс (Нью-Хэмпшир) и позже поступил в колледж Колорадо (1994-1998 гг.)
Он начал свою актёрскую карьеру с гостевой роли в «Закон и порядок» и «Незнакомцы с конфеткой». После переезда в Лос-Анджелес в 2002 году, он прошёл кастинг на повторяющуюся роль в Джей Джей Абрамс' Фелисити как любовник Кери Рассел. Впоследствии он снялся в приквеле к франшизе «Тупой и ещё тупее» — «Тупой и ещё тупее: Когда Гарри встретил Ллойда» как персонаж Джеффа Дэниелса в молодости, Гарри Данна.
Ричардсон снялся в паре с Джей Эрнандес, как один из основных персонажей в фильме ужасов Хостел киностудии Лайонсгэйт, режиссёра Элая Рота и в качестве исполнительного продюсера Квентина Тарантино. Его участие в этом фильме ужасов принесло ему в 2006 году кинопремию MTV в номинации «Кинонаграда MTV за лучший испуг».

В этом же году он начал сниматься в телевизионном шоу «Люди в деревьях» в роли Патрика Бакалавра.
С 2012 по 2014 гг. он играл Нолана Джонсона — во всех 100 эпизодах ситкома Чарли Шина  "Управление гневом".

## Личная жизнь
- В 2012 году он женился на немецкой киноактрисе Франке Потенте в ходе приватной церемонии. Они познакомились во время съёмок в одном из эпизодов Доктора Хауса.
- У них две дочери:
  - Полли Ричардсон (род. в апреле 2011)[3] и
  - Джорджи Ричардсон (род. 2013)[4].

## Фильмография
| Год  | Название на русском                            | Название на английском                  | Роль               | Примечания                                                      |
| ---- | ---------------------------------------------- | --------------------------------------- | ------------------ | --------------------------------------------------------------- |
| 2000 | Странники с конфеткой                          | Strangers with Candy                    | Джаред             |                                                                 |
| 2000 | Закон и порядок                                | Law & Order                             | Брэд Вайлдер       |                                                                 |
| 2002 | Фелисити                                       | Felicity                                | Адам Дэвис         |                                                                 |
| 2003 | Тупой и ещё тупее: Когда Гарри встретил Ллойда | Dumb and Dumberer: When Harry Met Lloyd | Гарри Данн         | Номинирован на премию «Золотая малина» за худший актёрский дуэт |
| 2004 | Добейся успеха вновь                           | Bring It On Again                       | Парень с вечеринки |                                                                 |
| 2005 | Хостел                                         | Hostel                                  | Джош               | Номинирован на кинопремию MTV Movie Awards за лучший испуг      |
| 2005 | Рикер                                          | Reeker                                  | Нельсон            |                                                                 |
| 2006 | Люди в деревьях                                | Men in Trees                            | Patrick Bachelor   |                                                                 |
| 2009 | Заход и посадка                                | Prep and Landing                        | Ленни (голос)      |                                                                 |
| 2009 | Доктор Хаус                                    | House                                   | Freedom Master     | Телесериал, эпизод «Broken»                                     |
| 2011 | Американская история ужасов                    | American Horror Story                   | Адвокат Констанции | Телесериал                                                      |
| 2012 | Ясновидец                                      | Psych                                   | Danny              | Эпизод: Шон и Крутая Девица                                     |
| 2012 | Управление гневом                              | Anger Management                        | Нолан              | Телесериал                                                      |
| 2013 | Власть убеждений                               | The Power of Few                        | Шэйн               |                                                                 |
| 2015 | Бойтесь ходячих мертвецов                      | Fear the Walking Dead                   | Фред               | Телесериал                                                      |
| 2016 | Смертельное оружие                             | Lethal Weapon                           | Jonah Canter       | Телесериал                                                      |
| 2018 | Миллион мелочей                                | A Million Little Things                 | Стивен             | Телесериал                                                      |
| 2018 | Как мы можем тебя ненавидеть?                  | How May We Hate You?                    | Гордон             |                                                                 |
| 2020 | Дом                                            | Home                                    | Wade               |                                                                 |
| 2020 | Домой засветло                                 | Home Before Dark                        | Adult Richie       | Телесериал                                                      |
| 2022 | Эта страна                                     | Welcome to Flatch                       | Ллойд              | Телесериал                                                      |
| 2022 | Предложение                                    | The Offer                               | Mitch Kaufman      | Телесериал                                                      |